# Хомяково (Ферзиковский район)
Хомяко́во — деревня в Ферзиковском районе Калужской области России. Входит в состав сельского поселения «Село Ферзиково».

## География
Находится у реки Мысега, при автодороге 29К-027.

## История
В XVIII веке деревня входила в состав Ферзиковской волости Калужского уезда.
По данным на 1859 год, деревня Хомяково состояла из 22 дворов, где проживало 84 мужчины и 91 женщина (всего 175 человек).
В 1896 году в деревне проживало 80 мужчин и 83 женщины (всего 163 человека).
В Списке населённых пунктов Калужской губернии 1914 года деревня числится с проживающими 131 мужчиной и 132 женщинами (всего 263 человека). Расстояние от деревни до губернского города составляло 33 версты (около 35,2 км)..

## Население
| 2002 | 2010 | 2011 |
| ---- | ---- | ---- |
| 14   | ↘9   | ↘7   |

## Инфраструктура
Личное подсобное хозяйство.
Основа экономики — сельское хозяйство.

## Транспорт
Деревня доступна по автодороге регионального значения «Калуга — Серпухов». Остановка общественного транспорта «Хомяково». На июнь 2022 года останавливаются автобусы маршрутов 108 и 137, маршрутка 518.